# أليكس هيلز
أليكس هيلز (3 يناير 1989 في المملكة المتحدة - ) (بالإنجليزية: Alex Hales)‏ هو لاعب كريكت أسترالي. شارك مع منتخب إنجلترا للكريكت. أما مع النوادي، فقد لعب مع مومباي إنديانز وصن رايزرز حيدر آباد واسلام اباد يونايتد ‏ ونادي مقاطعة نوتنغهامشير للكريكت ‏ وAdelaide Strikers ‏ وHobart Hurricanes ‏ وMelbourne Renegades ‏.

## وصلات خارجية
- أليكس هيلز على موقع إي آس بي آن كريك إنفو (الإنجليزية)